# Sanel Beer
Sanel Beer (* 4. September 1886 in Saliszi, Galizien, Österreich-Ungarn; † 18. Juli 1981 in Miami, Florida, Vereinigte Staaten) war ein österreichisch-US-amerikanischer Arzt und Schriftsteller.

## Leben
Sanel Beer wurde am 4. September 1886 als Sohn von Naftali und Etty Beily Beer (geborene Muhlendorf; † 1925) als eines von insgesamt acht Kindern in der zum damaligen Galizien gehörenden Ortschaft Saliszi (in den Quellen oftmals als Zalosce angegeben) geboren. Nach der allgemeinbildenden Schule begann er ein Medizinstudium an der Universität Wien und promovierte an dieser im Jahre 1913 zum Doktor der Medizin (Doppeldoktorat (DDr. der Frauenheilkunde und der Kinderheilkunde)). Danach trat er seinen Kriegsdienst im Ersten Weltkrieg an und verbrachte den Krieg als Militärarzt beim Landwehrinfanterieregiment 24 (LIR 24) und danach beim LIR 36, ehe er praktischer Arzt in seiner Heimatstadt Wien wurde. Als Einjährig-Freiwilliger war er anfangs in Rzeszów stationiert und kam nach seiner Beförderung zum Assistenzarzt im März 1914 zum LIR 36 nach Kolomyja. Gegen Ende des Jahres 1914 erfolgte seine Beförderung zum Oberarzt in der Reserve. Im Mai 1918 wurde der bisherige Oberarzt in der Reserve zum Regimentsarzt ernannt.
Nach dem Krieg kam er nach vierjähriger Abwesenheit wieder in seine Heimatstadt zurück und wurde Primar am ersten öffentlichen Kinder-Kranken-Institut in Wien und war Mitglied – zeitweise sogar Präsident – der Vereinigung freipraktizierender Ärzte in Wien. Seine Praxis hatte er bis zu seiner Flucht in der Praterstraße 25a und zeitweise ab den 1930er Jahren auch auf der Linken Wienzeile. Darüber hinaus war er medizinischer Mitarbeiter österreichischer Zeitungen wie dem Neuen Wiener Journal, Wiener Morgenpost oder der Wiener Morgenzeitung. Der Zionist war langjähriges aktives Mitglied der Jüdischen Gemeinde Wien und Gründer diverser humanitärer und sportlicher Verbände. Darüber hinaus war er ein Vertrauensmann des Rothschild-Spitals und Altersheims. Beim Transport eines Schwerkranken nach Wien wurde Beer in der Nacht vom 6. auf den 7. August 1925 in der Nähe von Wolkersdorf beschossen, kam jedoch ohne Verletzung davon. Am 12. August 1934 heiratete er im Stadttempel, der Hauptsynagoge Wiens, Elisabeth Barany, genannt Lizzy oder Lisl. 1936 wurde er in den Wiener Kultusvorstand, dem er bereits in zwei früheren Wahlperioden angehört hatte, berufen.
Nach dem Anschluss Österreichs und dem Beginn der systematischen Ausgrenzung der Juden floh Beer über Italien in die Vereinigten Staaten. Hier kam er am 3. November 1938 an Bord der SS Conte di Savoia von Neapel kommend in New York City an. Zu diesem Zeitpunkt war er bereits nicht mehr mit seiner Frau Elisabeth verheiratet. In den USA absolvierte er 1938/39 die amerikanische Ärzteprüfung, ehe er 1939 Direktor und Eigentümer des Rivermont Park Hospitals (eigentlich Rivermont Park Hospital and Sanatorium Inc.) in Miami im US-Bundesstaat Florida wurde. Als Direktor und Eigentümer gehörte er der Einrichtung bis 1948 an. Zwischenzeitlich hatte er am 31. Juli 1941 in Clearwater die ein Jahr zuvor von Eric Sowerby Drake geschiedene Eloise „Lisl“ Crowell Smith (1903–1979) geheiratet und im Sommer 1943 ein Ansuchen auf Einbürgerung gestellt. Danach war er im Jahre 1950 als Arzt am Southern Pacific Hospital in San Francisco, Kalifornien, tätig; 1951 verschlug es ihn zum Norwich State Hospital nach Norwich, Connecticut. 1952 war er im ärztlichen Dienst des Glacier-Nationalparks in Montana. 1958 war er wiederum im ärztlichen Dienst des Yellowstone-Nationalparks in Wyoming.
Beer war Begründer und erster Präsident der Austro-American Association und der Pro-Mozart-Society in Miami. Seinen Lebensabend verbrachte Beer wieder in Miami, wo er auch schriftstellerisch in Erscheinung trat, dabei vor allem mit belletristischer Literatur. Zu seinen Werken zählen unter anderem der Roman Dr. Reebs sonderbares Leben (1969) oder der Gedichtband Die Muse meiner Muße aus dem Jahre 1962 (mit Illustrationen von seiner Frau Lisl Beer). 1966 veröffentlichte er den ebenfalls über den Europäischen Verlag in Wien publizierten Roman Zwischen Linden und Palmen.
Im Jahre 1962 wurde Beer das Goldene Ehrenzeichen für Verdienste um die Republik Österreich verliehen.
Am 18. Juli 1981 starb Beer im Alter von 94 Jahren in Miami.

## Werke (Auswahl)
- 1962: Die Muse meiner Muße
- 1966: Zwischen Linden und Palmen
- 1969: Dr. Reebs sonderbares Leben